# TObike
TObike is een publiek fietssysteem voor fietsen in Turijn dat op 6 juni 2010 van start ging. Er waren bij aanvang 116 verhuurstations aanwezig.
Dit witte fietsen-systeem is eigendom van en wordt beheerd door de gemeente. Het systeem werkt op abonnementsbasis, en is dus wat minder toegankelijk voor de incidentele gebruiker. Een jaar na ingebruikname heeft het systeem 10.000 abonnementhouders.